# حفيظ دراجي
حفيظ دراجي (10 أكتوبر 1964)، هو إعلامي ومعلق رياضي جزائري، حصل على شهادة البكالوريا في الآداب عام 1984، ثم درس في معهد الإعلام والاتصال وتخرج منه عام 1988 بشهادة ليسانس في الإعلام. يعمل هو الأن حاليًا في قناة بي إن سبورت العربية في قطر.

## حياة مهنية
بدأ حفيظ دراجي مسيرته الصحفية في التلفزيون الجزائري عام 1989 بعد أن كان لاعبًا في نادي مولودية الجزائر. على مدار 20 عامًا، عمل معلقًا ومقدمًا لبرامج رياضية وسياسية واجتماعية، وحصل على جوائز عديدة، منها جائزة اللجنة الأولمبية الدولية للرياضة والإعلام عام 2004.
قدّم دراجي برامج مثل "ملاعب العالم" و"حوار مع المجتمع"، وعُيّن رئيس تحرير القسم الرياضي في التلفزيون الجزائري من 1997 إلى 2002، ثم مدير الأخبار من 2002 إلى 2003. شغل أيضًا منصب مساعد المدير العام المكلف بالشؤون الرياضية حتى عام 2006، قبل أن ينتقل إلى بي إن سبورتس. كما كتب للعديد من الصحف، بما في ذلك جريدة الحياة الجزائرية.

## من مؤلفاته
- كتاب: في ملعب السياسة (2020).[3]
- كتاب: «دومينو» (سنة 2013).
- كتاب: «لا ملاك ولا شيطان» (سنة 2012).

## الجوائز
- جائزة أفضل معلق رياضي عربي لعام 2019.[4]
- جائزة أحسن معلق رياضي في العالم العربي حسب جريدة الأحداث المغربية، 2001.
- جائزة رياضة وإعلام من اللجنة الأولمبية الدولية، 2004.
- جائزة أفضل معلق رياضي في الجزائر، 2006.
- جائزة أفضل معلق عربي 2009 بحسب استفتاء أجراه موقع كوورة، وشارك في الاستفتاء 160 ألف مشارك وفاز دراجي بنسبة 36% من الأصوات.